# Єжи Стемповський

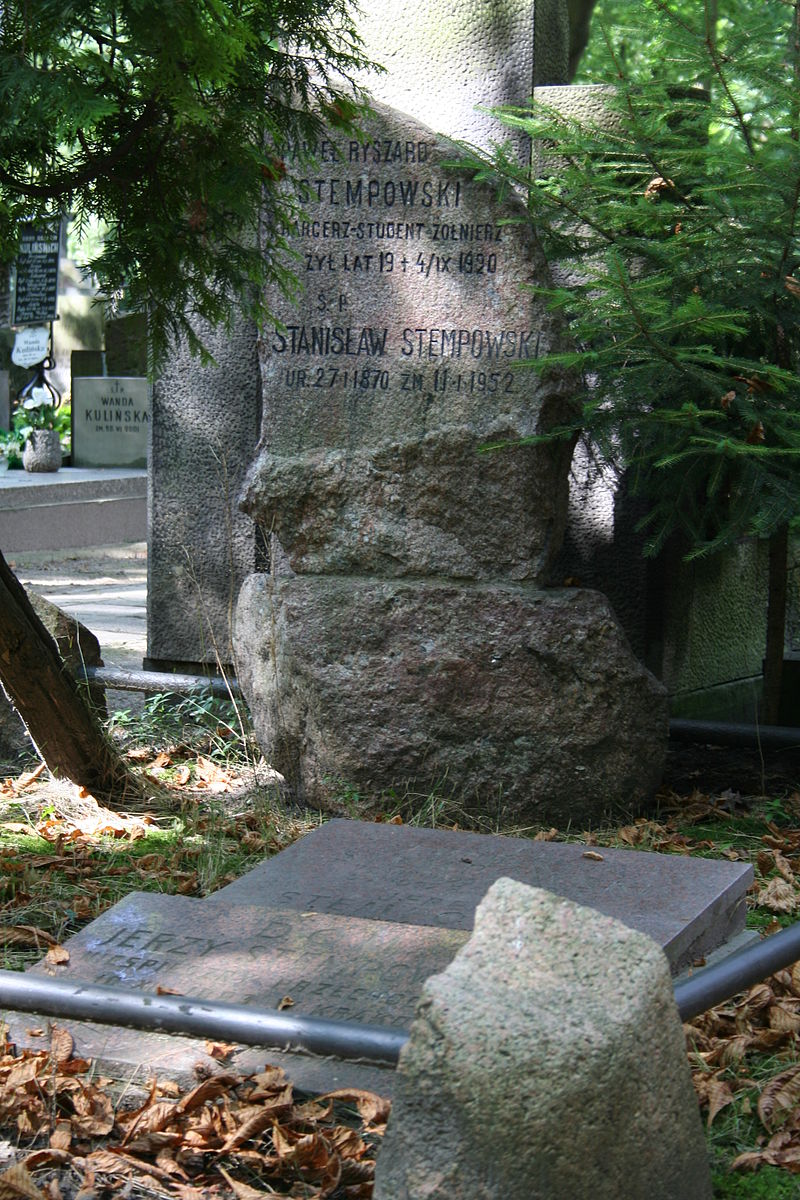
Могила Єжи Стемповського на Повонзківському цвинтарі у Варшаві, 4 листопада 1969 року

Єжи Чеслав Стемповський (пол. Jerzy Czesław Stempowski, 10 грудня 1893, Краків — † 4 листопада 1969, Берлін) — поет, літературний критик, перекладач, один із найвизначніших польських есеїстів. Публікувався під псевдонімом Павло Гостовець.

## Життя
Поет жив у заможній родині. Єжи Стемповський з дитинства пов'язаний з українською культурою, адже разом із рідними мешкав у родовому маєтку Шебутинці на Поділлі. 3 1987 року жив у Варшаві, а у 1906 знову повертається на Поділля. Навчався у приватній гімназії, а згодом у 1911 році склав екзамени екстерном в Немирові. Хлопець вивчав філософію та історію в Яґеллонському університеті в Кракові (1911—1913 рр.), також навчався в Женеві, Мюнхені, Цюріху. Він був високоосвіченою людиною з чіткими поглядами на світ. Єжи Стемповський прагнув всебічно сприяти народній освіті. В 1919 році у нього народились позашлюбні близнята (Данута і Ганна). Батько, Станіслав Стемповський, за Директорії був міністром сільського господарства. Згодом працював міністром скарбу та одним з двох поляків в уряді Симона Петлюри. Слід відмітити те, що саме завдяки впливам та опіці Станіслава Стемповського було врятовано життя Петлюрі. У міжвоєнні часи батько Єжи Стемповського — член Українського центрального комітету, голова польсько-українського товариства, співробітник Українського наукового інституту у Варшаві.

## Творчість
Єжи Стемповський один із найвизначніших польських есеїстів. Еміграція займає особливе місце у житті поета, адже завдяки їй він стає вільним від усіх культурно-суспільних норм свого суспільства. Це дає змогу подивитися Стемповському на ситуацію з іншої перспективи. Листи поета — це особливі есе, які спрямовані не лише до адресата, а до широкої аудиторії. Єжи Стемповський у своїх судженнях завжди волів опиратися на мудрість класиків, що можна простежити у його творах. Беззаперечно це впливало на стиль письменника, манеру писання. Він любив багато подорожувати по світу, адже подорожуючи есеїст прагнув знайти себе, розкрити власне я та осмислити буття людини.
Перші літературні твори письменник опублікував у Польщі, це нарис «Пілігрим» («Pielgrzym» 1924), памфлет «Пан Йов'яльський та його спадкоємці» («Pan Jowialski i jego spadkobiercy» 1931), нарис «Химера як тварина потягу» («Chimera jako zwierze pociągowe», 1933), де порушені в основному проблеми розвитку мистецтва.
1921—1925 рр. працював дипломатичним кур'єром у Міністерстві закордонних справ. Єжи Стемповський брав участь у польсько-радянській війні (1920 р.) в якій загинув його молодший брат. Пізніше працював у польській телеграфній агенції в Парижі та Женеві. З 1926 року працює у Варшаві при президенті Ради Міністрів.
18 вересня 1939 року разом із Станіславом Вінцензом незаконно перетнули польсько-угорський кордон. Він подорожував Італією, Югославією, Швейцарією. Єжи Стемповський довгий час проживав у Берні.
На початку Другої світової війни виїхав за кордон, з 1940 р. проживав у Швейцарії. Саме на еміграції письменник неодноразово згадує свою «ближчу батьківщину» (за висловом Є. Стемповського) — долину Дністра, Україну. Українська тематика проходить через усю творчість письменника, з'являється у вигляді порівнянь, алюзій, відступів.
У 1948 році почав тісно співпрацювати з щомісячником «Kultura» («Культура»). Після війни відвідав Німеччину і Австрію. Свої враження про подорож опублікував у своєму славнозвісному «Щоденнику». Саме завдяки довготривалій та міцній співпраці з журналом було вміщено українські матеріали. Єжи Стемповський підтримував зв'язки з Леонідом Мосендзою, Юрієм Шевельовим. Дружба з Євгеном Маланюком мала спільне підґрунтя у творчих поглядах. У журналі з'являються літературні твори, різноманітні статті присвячені українській літературі. Поет неодноразово висвітлює проблематику різноаспектного бачення української культури та історії на тлі українсько-польських відносин. Роздуми про польсько-українські стосунки, про бачення України були відображені у книзі Єжи Стемповського «В долині Дністра» (розділи «Багаж з калинівки» та «Київський похід») були перекладені у журналі «Всесвіт» (1994, № 4) К.Москальцем.
З 1954 року і до останніх днів свого життя, Єжи Стемповський, публікував цикл «Нотатки вайлуватого перехожого» («Notatnik niespiesznego przechodnia») до якого входили різноманітні есе, рецензії, спогади. 1951—1954 працював перекладачем аргентинського посольства у Берні.

## Досегнення
| Рік видання | Переклад назви                           | Оригінальна назва                     |
| ----------- | ---------------------------------------- | ------------------------------------- |
| 1924        | Пілігрим                                 | Pielgrzym                             |
| 1931        | Пан Йов'яльський та його спадкоємці      | Pan Jowialski i jego spadkobiercy     |
| 1932        | Химера як тварина потягу                 | Chimera jako zwierzę pociągowe        |
| 1935        | Нові мрії самотнього мандрівника         | Nowe marzenia samotnego wędrowca      |
| 1938        | Повноваження рецензента                  | Pełnomocnictwa recenzenta             |
| 1939        | Європа в 1938—1939 рр.                   | Europa w 1938—1939                    |
| 1946        | Щоденник подорожі до Австрії і Німеччини | Dziennik podróży do Austrii i Niemiec |
| 1961        | Есе для Кассандри                        | Eseje dla Kassandry                   |
| 1971        | Від Бердичева до Риму                    | Od Berdyczowa do Rzymu                |
| 1971        | Нотатки вайлуватого перехожого           | Notatnik niespiesznego przechodnia    |
| 1984        | Есеї                                     | Eseje                                 |
| 1994        | В долині Дністра                         | W dolinie Dniestru                    |

Єжи Стемповський опублікував понад сотню статей, найпопулярнішими серед яких були есе, де письменник розглядав актуальні питання з історії культури, літератури, мистецтва, політики, українсько-польських взаємин.

## Відзнаки
1999 — лауреат нагороди польського журналу еміграції в Парижі «Культура» ім. Зигмунта Херца.